# Municipalità regionale della contea di Coaticook
La municipalità regionale di contea di Coaticook è una municipalità regionale di contea del Canada, localizzata nella provincia del Québec, nella regione di Estrie.
Il suo capoluogo è Coaticook.

## Suddivisioni
City e Town
- Coaticook
- Waterville

Municipalità
- Barnston-Ouest
- Compton
- Dixville
- East Hereford
- Martinville
- Saint-Herménégilde
- Saint-Malo
- Saint-Venant-de-Paquette
- Stanstead-Est

Township
- Sainte-Edwidge-de-Clifton